# 混銑車

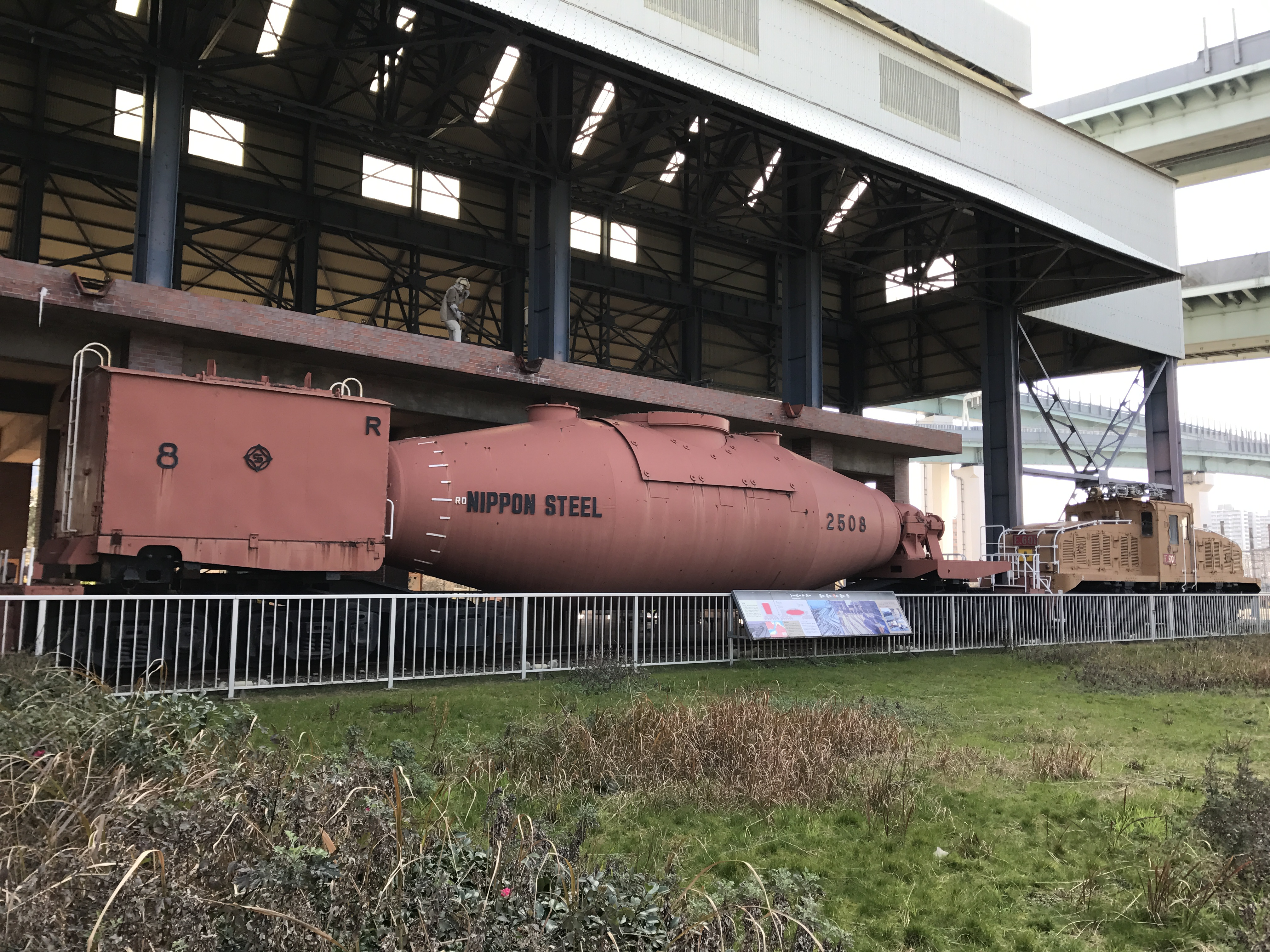
新日本製鐵八幡製鐵所で使用された混銑車

混銑車（こんせんしゃ）は、製鉄所で使用される銑鉄（溶銑）を運ぶための特殊な貨車である。
炉体の外形が魚雷形をしているためトーピードカー（Torpedo Car）とも呼ばれる。炉体中央部に受銑、出銑用の炉口があり、内部は耐火物の内張りが施されている。両側は軸受けに支えられており、長軸まわりに360度回転させることができる構造である。一方、上述のような魚雷形でなく円筒形炉をそのまま台車に乗せた構造のものもある。高炉からの溶銑を製鋼炉に装入するまでの運搬と溶銑の貯蔵工程として、従来は混銑鍋車と混銑炉の組み合わせで使用されてきたが、1958年に旧西ドイツで200t容量の混銑車が試用された。日本で最初に混銑車が採用されたのは1960年で当時は150tの貯銑量であった。